# ニクマロロ島
ニクマロロ島（ニクマロロとう、Nikumaroro）とはキリバス西部、フェニックス諸島に属する島。以前はガードナー島と呼ばれていた。典型的な環礁島であり、長さ約6キロメートル、幅約2キロメートルの細長く小さい島である。

## アメリア・イアハートの遭難
赤道上世界一周飛行に挑戦中だったアメリカ合衆国の飛行士、アメリア・イアハートが遭難したのはこの付近であると考えられている。遭難から3年後の1940年の捜索で白人女性の物と見られる骨が見つかっているが、当時の技術ではアメリア本人の物とは特定できず、さらに第二次世界大戦中の混乱で骨も紛失してしまっている。
2007年に「タイガー (TIGHAR)」という研究グループが、古い女性用の靴や化粧用品の残骸と見られる遺留物を本島で発見しているが、アメリアの物である証拠は得られなかった。2012年には周辺海域のソナー調査で機体の瓦礫らしき物が見つかり、後にアメリアの愛機であったロッキード・エレクトラ10Eの部品であったと判明している。
また、2018年には、骨格の再調査が行われ、ニクマロロ島で1940年に発見された骨がアメリアのものであった可能性が高いとする研究成果が発表されている。
以上の様々な状況から、アメリアが遭難の末に辿り着き、最期の時を迎えるまで過ごしたのは、このニクマロロ島なのではないかという説を支持する人が多い。